# 辐射76
《辐射76》是一款由贝塞斯达游戏工作室开发，贝塞斯达软件发行的多人在线動作角色扮演遊戲。本作为異塵餘生系列的前传，采用了多人在线的游戏方式，使用了开放世界的设计，游戏于2018年11月14日在Microsoft Windows、PlayStation 4和Xbox One平台發售。《辐射76》在发售后媒體的反饋不佳，各個版本在Metacritic上的媒體評論平均後皆在50/100分左右。游戏的诸多Bug和不完善受到了媒体的批评，而在游戏之外也有贝塞斯达的公关失败的事件发生。其錯誤的遊戲設計方向與莫名其妙的公關處理方式造成了玩家在thehardtimes.net網站上公然表示達成了多人單機遊戲的成就，以作為嘲諷。

## 游戏玩法
《辐射76》将是贝塞斯达游戏工作室的第二款多人游戏，并将全程联网，但同样可允许玩家单独游玩。本作的开放世界地图是《辐射4》的四倍，玩家可在地图的任何位置建造建筑。游戏所有服务器都是专有的，玩家会被自动分配到其中一台服务器。游戏还包含多达四人的玩家隊伍，玩家甚至可以透過使用發射場內的核导弹摧毀地圖上任何一處地方，依據核彈射擊目標位置，會觸發特有事件。

## 设定
游戏设定在2102年的美国西弗吉尼亚州，核战争摧毁地球25年之后，有西弗吉尼亚州议会大厦、格林布里尔、伍德伯恩圈和新河峡大桥等真实世界地点。游戏中还有众多突變怪物，如西弗吉尼亚州民间传说的天蛾人和弗拉特伍茲怪物。

## 营销
在2018年5月30日正式公布之前，有一个24小时的Twitch直播，直播中的显示器前有一个Vault Boy摇头玩具，官方在写着“Please Stand By”（请稍等）的测试屏幕上公布了该消息。超过200万人观看了此直播，实时观看人数则超过10万。预告片展示了76号避难所的场景。游戏将于2018年11月14日发行，在10月展開公开测试。在其公司twitter上於2019年3月25日發佈旗下所有遊戲都將在銷售平台「Steam」上架，而Fallout 76更將在該年上架，然而隨著廢土人更新的延遲，上架計畫一併延至2020年第一季。

## 評價
本作的PS4與PC版本在Metacritic上分別得到評論媒體平均53/100和52/100分的好壞參半評價，Xbox One版本則是平均49/100分的普遍負面評價。

## 爭議
- 吃貓：有玩家在《異塵餘生76》的NoClip的文件夾中發現了一個隱藏的設定：可以吃貓。讓動保及愛貓人士不能接受，對於這樣的設定表達強烈抗議，揚言拒絕玩這款遊戲。[來源請求]
- 廣告不實：異塵餘生76推出動力裝甲典藏版，其中一項威斯科技帆布手提袋在玩家獲得實物後發現變成了塑膠製的尼龍袋，向Bethesda客服反應後得到了下列回應：「我們很遺憾你不滿意你的袋子，廣告中的袋子只是試做品而且製作成本太過昂貴，因此我們不會對此採取任何行動」。雖然之後Bethesda做了一些彌補但還是對異塵餘生76的風評造成影響。[來源請求]
- 遊戲內購機制：異塵餘生76附有內購機制，能讓玩家已完成任務或以金錢購買原子幣進行兌換，但其中商品普遍價格過高，一款動力裝甲造型要價1,800原子幣，換算新台幣為600元，換算人民幣為140元，而在2018年12月推出的聖誕節造型更是一上架就打折，也違反了某些地區的法律。[來源請求]
- 外挂泛滥：由于本作源代码与同为贝塞斯达出品的《辐射4》以及《上古卷轴5》存在大量雷同之处[30]，大量外挂程序得以被编写并在游戏中被滥用，严重影响了游戏平衡性。